# Courant-jet entrant arrière
Pour les articles homonymes, voir Courant et Courant-jet.
Le courant-jet entrant arrière est une des composants du flux d’air associé avec une ligne de grain, particulièrement les échos en arc. Il s’agit de l’injection des vents forts d’altitude moyenne derrière la ligne qui amène avec lui de l’air plus frais et sec dans les nuages et descend alors vers le sol vers l'avant de la ligne orageuses. Ce processus produit des rafales descendantes plus intenses qu’en d’autres points de la ligne.

## Principe

Vue en coupe d’une ligne de grain avec le courant-jet entrant arrière

Les lignes orageuses organisées sont un obstacle à la circulation atmosphérique qui se trouve entre la base et le sommet des nuages. Un courant-jet se forme alors à une altitude moyenne derrière le système convectif de méso-échelle (SCM) en réponse au gradient de pression dû à l’air soulevé près du sol à l’avant de la ligne par la convection.
Le courant-jet entrant arrière amène de l’air frais et sec des niveaux moyens de la troposphère dans les nuages qui sont plus chauds et humides. Cet air est ainsi plus dense que l’environnement du nuage et subit une poussée d'Archimède vers le sol. Ceci fait dévier le courant-jet vers le bas et l’accélère tout en amenant une goutte froide vers le sol. Ceci forme une dépression de méso-échelle derrière la ligne orageuse où les vents sont particulièrement intenses. De plus, la goutte froide soulève l’air chaud et humide à l’avant de la ligne ce qui augmente l’intensité des orages et sa vitesse de déplacement horizontale.
Tout système convectif de méso-échelle peut développer un courant-jet entrant arrière. Les effets diabatiques (avec échange de chaleur avec l'environnement) de sublimation des précipitations, de la fonte des cristaux de glace dans la région d’injection et de l’évaporation de la pluie à plus bas niveau sont tous des effets supplémentaires qui augmentent l’intensité du jet rendu près du sol. Ces derniers peuvent être importants dans le cas où le courant-jet est faible au niveau moyen de la troposphère. Les effets diabatiques sont de plus responsables d’amener le courant-jet sous le bord avant du SCM,.
Finalement, aux deux extrémités de la ligne orageuse se forme un tourbillon grâce à l’interaction entre le flux descendant de l’orage et celui de l’environnement. Le tourbillon est anti-horaire dans la partie nord et horaire dans la partie sud (hémisphère nord). Une partie de cette rotation va donc se retrouver derrière la ligne et venir accentuer le courant-jet entrant arrière.

## Détections au radar

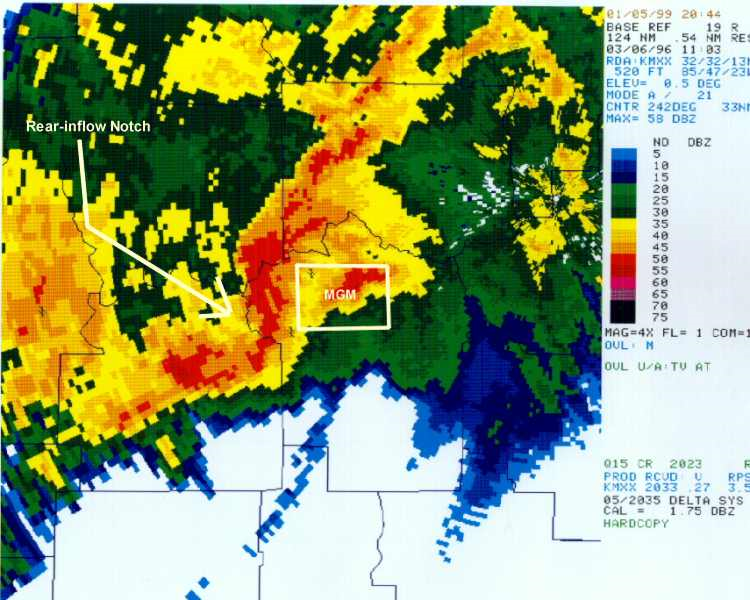
La flèche jaune montre l'endroit où le jet arrive en surface derrière la ligne de grain

Dans l'image en début d'article, tirée d'un radar météorologique lors d'un événement de derecho, les vitesses en rouge montrent l'air entrant dans le nuage par l'arrière alors que les vitesses en vert montrent le courant ascendant à l'avant de la ligne orageuse puis se dirigeant vers l'arrière en altitude. Les flèches indiquent ainsi la position du courant-jet entrant arrière. Il est facile de voir la descente de celui-ci qui correspond bien à l'image conceptuelle précédente.
De même, dans l'image à droite, la flèche jaune montre un arc dans les réflectivités là où le jet arrive en surface derrière la ligne de grain. L'encoche de réflectivités plus faibles à l'arrière montre l'assèchement dû à la descente du jet et on retrouva le long de sa trajectoire les dégâts par rafales descendantes les plus importants.

## Systèmes associés
Les systèmes convectifs de méso-échelle les plus associés avec la descente du courant-jet entrant arrière sont : les lignes de grain, les grains en arcs simples et multiples et les derechos. 